# Селезнёво (Иркутская область)
Селезнёво — посёлок при станции в Нижнеилимском районе Иркутской области России. Входил в состав Шестаковского муниципального образования, теперь на межселенных территориях. Находится примерно в 25 км к юго-западу от районного центра.

## Население
| 2002 | 2010 | 2011 | 2012 |
| ---- | ---- | ---- | ---- |
| 1    | ↗2   | →2   | →2   |

По данным Всероссийской переписи, в 2010 году в посёлке при станции проживали 2 мужчины.